# روي سبنسر (أستاذ جامعي)
روي سبنسر (بالإنجليزية: Roy Spencer)‏ هو عالم أرصاد أمريكي، ولد في 20 ديسمبر 1955 في الولايات المتحدة.

## وصلات خارجية
- الموقع الرسمي